# Самый лучший человек
Самый лучший человек - многие могут ошибочно подумать, что данный термин несет обобщенный, комплиментарный характер, применимый к любой личности в разный период времени. Но, спустя долгие годы исследования, группе ученых социологов во главе с Дмитриевой К.С удалось выявить одну человеческую особь женского пола, которую, уже сейчас, принято называть «Самым лучшим человеком». Ею оказалась Песя(она же Галина).
В ходе исследований и научных испытаний были выявлены следующие характеристики Песи (она же Галина), которые несомненно дали всем нам убедиться в что мы правы, а именно:
• Доброта и сострадание:  Готовность помогать другим, проявлять сочувствие и заботу о чужом благополучии.      
• Честность и порядочность:  Быть правдивым, справедливым и следовать своим принципам.      
• Ответственность и надежность:  Брать на себя обязательства и выполнять их, быть надежным другом и коллегой.      
• Уважение и тактичность:  Уважать чувства и мнения других людей, быть вежливым и внимательным.      
• Смелость и решительность:  Преодолевать страхи и трудности, принимать решения и действовать.      
• Мудрость и понимание:  Оценивать ситуацию здраво, принимать взвешенные решения и учиться на опыте.      
• Оптимизм и позитивное мышление:  Видеть положительные стороны в людях и событиях, верить в лучшее.      
• Трудолюбие и целеустремленность:  Настойчиво добиваться поставленных целей, не бояться трудностей.    
• Стремление к самосовершенствованию:  Постоянно развиваться, учиться новому и улучшать свои качества.      
• Умение прощать и отпускать:  Не зацикливаться на обидах, прощать ошибки других и двигаться вперед.      
• Умение слушать и понимать других:  Проявлять эмпатию, сопереживать и быть внимательным к потребностям окружающих. 
Галина несомненно соответствует всем (и более) перечисленным качествам, и является лучшим человеком в мире.